# Collegio uninominale Toscana - 03 (Senato della Repubblica 2020)
Il collegio elettorale uninominale Toscana - 03 è un collegio elettorale uninominale della Repubblica Italiana per l'elezione del Senato della Repubblica.

## Territorio
Come previsto dalla legge n. 51 del 27 maggio 2019, il collegio è stato definito tramite decreto legislativo all'interno della circoscrizione Toscana.
È formato dal territorio dell'intera provincia di Massa-Carrara (17 comuni), dell'intera provincia di Pistoia (20 comuni), dell'intera provincia di Prato (7 comuni) e da 30 comuni della provincia di Lucca: Altopascio, Bagni di Lucca, Barga, Borgo a Mozzano, Camporgiano, Capannori, Careggine, Castelnuovo di Garfagnana, Castiglione di Garfagnana, Coreglia Antelminelli, Fabbriche di Vergemoli, Forte dei Marmi, Fosciandora, Gallicano, Lucca, Minucciano, Molazzana, Montecarlo, Pescaglia, Piazza al Serchio, Pietrasanta, Pieve Fosciana, Porcari, San Romano in Garfagnana, Seravezza, Sillano Giuncugnano, Stazzema, Vagli Sotto, Villa Basilica e Villa Collemandina.
Il collegio è parte del collegio plurinominale Toscana - 01.

## Eletti
| Elezione | Elezione | Senatore                   | Partito           |
| -------- | -------- | -------------------------- | ----------------- |
|          | 2022     | Patrizio Giacomo La Pietra | Fratelli d'Italia |

## Dati elettorali

### XIX legislatura
Come previsto dalla legge elettorale, 74 senatori sono eletti con sistema a maggioranza relativa in altrettanti collegi uninominali a turno unico.
| Candidati                                 | Candidati                            | Voti    | %     | Liste                          | Voti    | %     |
| ----------------------------------------- | ------------------------------------ | ------- | ----- | ------------------------------ | ------- | ----- |
|                                           | Patrizio Giacomo La Pietra ✔️ Eletto | 219 613 | 44,18 | Fratelli d'Italia              | 145 583 | 29,29 |
| Forza Italia                              | Patrizio Giacomo La Pietra ✔️ Eletto | 219 613 | 44,18 | 36 060                         | 7,25    |       |
| Lega per Salvini Premier                  | Patrizio Giacomo La Pietra ✔️ Eletto | 219 613 | 44,18 | 35 576                         | 7,16    |       |
| Noi moderati/Lupi - Toti - Brugnaro - UDC | Patrizio Giacomo La Pietra ✔️ Eletto | 219 613 | 44,18 | 2 394                          | 0,48    |       |
|                                           | Anna Graziani                        | 145 127 | 29,19 | Partito Democratico-IDP        | 110 900 | 22,31 |
| Alleanza Verdi e Sinistra                 | Anna Graziani                        | 145 127 | 29,19 | 19 099                         | 3,84    |       |
| +Europa                                   | Anna Graziani                        | 145 127 | 29,19 | 13 185                         | 2,65    |       |
| Impegno Civico - Centro Democratico       | Anna Graziani                        | 145 127 | 29,19 | 1 943                          | 0,39    |       |
|                                           | Manuela Bellandi                     | 55 091  | 11,08 | Movimento 5 Stelle             | 55 091  | 11,08 |
|                                           | Barbara Masini                       | 43 763  | 8,80  | Azione - Italia Viva - Calenda | 43 763  | 8,80  |
|                                           | Monica Castro Pivetta                | 8 674   | 1,74  | Italexit                       | 8 674   | 1,74  |
|                                           | Rigoletta Vincenti                   | 8 666   | 1,74  | Unione Popolare                | 8 666   | 1,74  |
|                                           | Dina Cianelli                        | 6 645   | 1,34  | Italia Sovrana e Popolare      | 6 645   | 1,34  |
|                                           | Debora Bianchini                     | 5 922   | 1,19  | Partito Comunista Italiano     | 5 922   | 1,19  |
|                                           | Marco Santero                        | 3 607   | 0,73  | Vita                           | 3 607   | 0,73  |
| Totale                                    | Totale                               | 497 108 | 100   |                                | 497 108 | 100   |
|                                           |                                      |         |       |                                |         |       |
| Voti non validi                           | Voti non validi                      | 23 674  | 4,55  |                                |         |       |
| Votanti                                   | Votanti                              | 520 782 | 68,13 |                                |         |       |
| Elettori                                  | Elettori                             | 764 340 |       |                                |         |       |